# Центровий

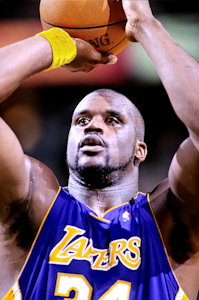
Шакіл О'Ніл (216 см) — один з найкращих центрових НБА 1990-х і 2000-х років

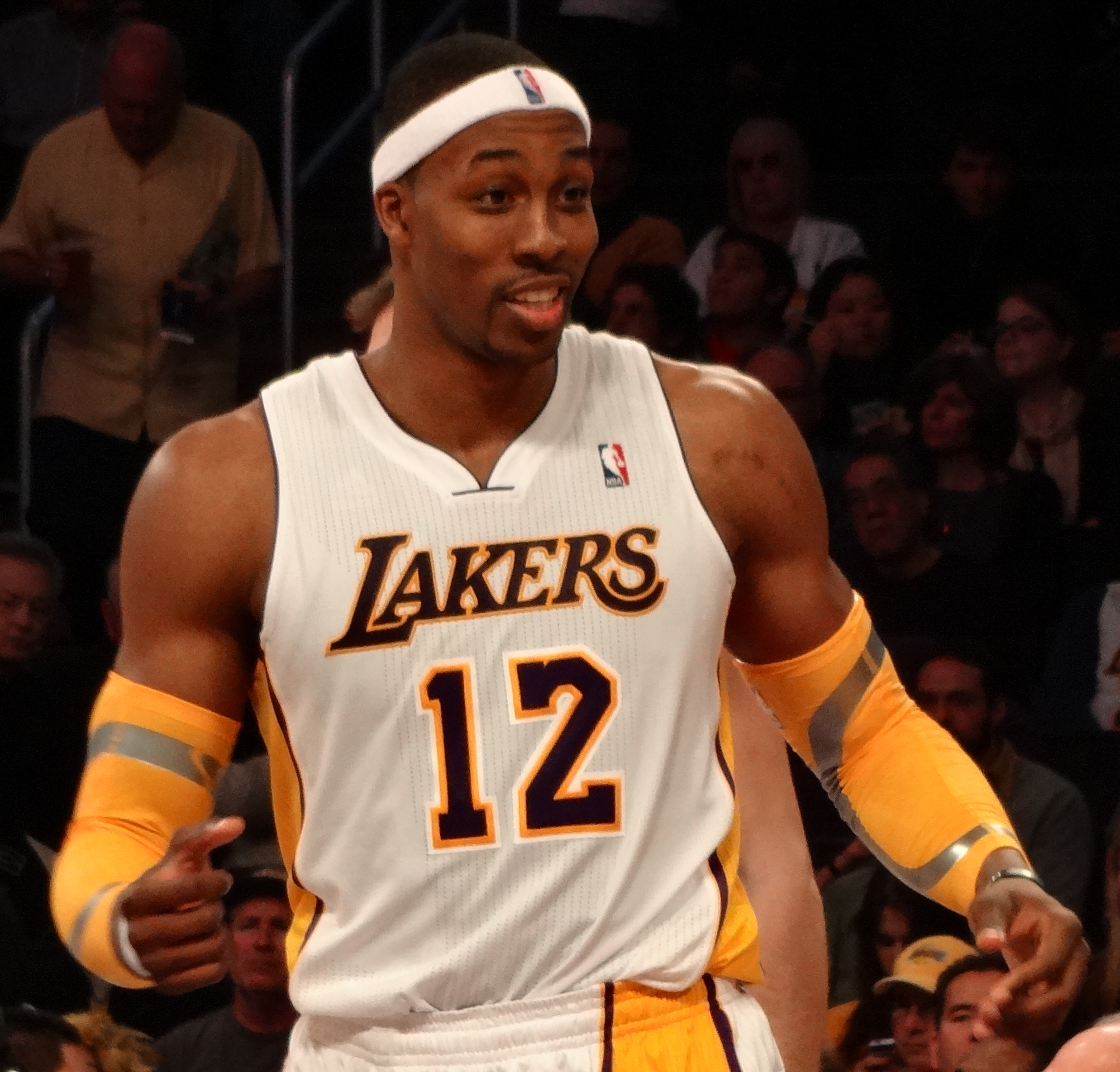
Двайт Говард (211 см) — багато хто називали його наступником О'Ніла і останнім домінуючим центровим

Центровий або «п'ятий номер» (в скороченні пишеться як «Ц» або латиницею «С») — одна з п'яти типових позицій у баскетбольній грі. Найкремезніший гравець команди. Стандартним зростом для «п'ятого номера»  є 210—225 см.
В багатьох випадках, роль головна центрового полягає у використанні ним або нею своїх габаритів для здобуття очок і захисту власного кошику від супротивників команди. Центровий, який володіє відповідними габаритами, разом з розвинутим атлетизмом та ігровими навичками — є цінним активом для команди. Центровий — це основний гравець в боротьбі за підбирання. Грізна зброя центрового в захисті — блокшоти.
В сучасному баскетболі немає чіткого визначення параметрів гравця для зайняття позиції «справжнього центрового». Для прикладу, деякі можуть сказати, що Тім Данкан, який протягом всієї кар'єри значиться як важкий форвард, є центровим через свої габарити та манеру гри. Однак, визначення позиції гравця, обираючи між центровим і важким форвардом, часто стає суб'єктивною справою. Тому що лише декілька людей мають ідеальні габарити для «справжнього центрового», тому команди інколи змушені ставити на цю позицію гравця, який міг би краще себе реалізувати на позиції важкого форварда.
Слід також зазначити, що центрові, як правило, мають порівняно низький відсоток реалізації штрафних кидків. В зв'язку з цим, команди суперника навмисно порушують на них правила, щоб направити їх на лінію штрафного кидка, особливо наприкінці гри. Це частина загальної стратегії, використовуваної щодо певних центрових, які погано реалізують штрафні кидки, наприклад, така тактика використовувалася проти Вілт Чемберлейн, Шакіл О'Ніл і Бен Воллес. Така тактика фолів, спрямована на те, щоб повернути собі володіння м'ячем в надії, що гравець (як звичайно) не заб'є зі штрафної лінії одержала назву Hack-a-Shaq (Вдар-Шака). Тим не менш, є центрові, які особливо добре реалізують штрафні кидки, такі як литовець Арвідас Сабоніс або його земляк Жидрунас Ілгаускас, останній з яких був одним з небагатьох центрових НБА, поряд з Яо Мінем, на яких покладено обов'язок виконувати штрафні кидки після технічного фолу.
У сучасному баскетболі, позиція центрового поступово зливається з позицією важкого форварда. Є безліч гравців здатних виступати на обох позиціях (Нене, Скола, Бош, Стадемайр). Багато в чому це обумовлено зниженням кількості яскравих представників центрових. Часто стала застосовуватися тактика гри без центрових, двома форвардами.
Центрові є лідерами за кількістю блокшотів і підбирань, цементують оборону. Основне завдання центрового — зайняти позицію в «фарбі» (зона під кільцем) і блокувати якомога більше кидків суперника, особливо за відсутності м'яча у опікуваного гравця.
Найвищим гравцем коли-небудь задрафтованим в НБА був Ясутака Окаяма з Японії (234 см), хоча він ніколи не грав в НБА. Найвищими гравцями в історії НБА є центрові Георге Мурешан і Мануте Бол (зріст 231 см). Найвища жінка центровий в історії WNBA була Марго Дудек (218 см).
Найкращими центровими всіх часів були: Білл Рассел, Вілт Чемберлейн, Карім Абдул-Джаббар, Роберт Періш, Девід Робінсон, Патрік Юінг, Мозес Мелоун, Хакім Оладжьювон, Білл Волтон, Арвідас Сабоніс, Шакіл О'Ніл, Яо Мін.
Відомі сучасні зіркові гравці НБА на даній позиції:
Двайт Говард, Тім Данкан, Маркус Кембі, Тайсон Чендлер, Ендрю Байнем, Ендрю Богут, Деандре Джордан